# Anthony Montero
Anthony José Montero Chirinos (24 de mayo de 1997), es un luchador venezolano de lucha libre. Ganó una medalla de oro en el Campeonato Panamericano de 2016. Obtuvo la medalla de plata en Juegos olímpicos de la juventud de Nankín 2014.